# Temporada 1997-98 de los Philadelphia 76ers
La temporada 1997-98 fue la cuadragésimo novena de los Philadelphia 76ers en la NBA, y la trigésimo quinta en Filadelfia, Pensilvania, tras haber jugado hasta entonces en Syracuse bajo el nombre de Syracuse Nationals. La temporada regular acabó con 31 victorias y 51 derrotas, ocupando el decimocuarto puesto de la conferencia Este, no logrando clasificarse para los playoffs.

## Elecciones en elDraft
| Ronda | Puesto | Jugador        | Posición | Nacionalidad   | Universidad           |
| ----- | ------ | -------------- | -------- | -------------- | --------------------- |
| 1     | 2      | Keith Van Horn | SF/PF    | Estados Unidos | Utah                  |
| 2     | 33     | Marko Milič    | SG/SF    | Eslovenia      |                       |
| 2     | 35     | Kebu Stewart   | PF       | Estados Unidos | Cal State Bakersfield |
| 2     | 36     | James Collins  | Escolta  | Estados Unidos | Florida State         |

## Temporada regular
| División Atlántico | División Atlántico | División Atlántico | División Atlántico | División Atlántico | División Atlántico | División Atlántico | División Atlántico | División Atlántico |
| Equipo             | G                  | P                  | %                  | PD                 | Casa               | Fuera              | Div                |                    |
| ------------------ | ------------------ | ------------------ | ------------------ | ------------------ | ------------------ | ------------------ | ------------------ | ------------------ |
| y-Miami Heat       | 55                 | 27                 | .671               | –                  | 30-11              | 25–16              | 18–6               |                    |
| x-New York Knicks  | 43                 | 39                 | .524               | 12                 | 28–13              | 15–26              | 13–11              |                    |
| x-New Jersey Nets  | 43                 | 39                 | .524               | 12                 | 26–15              | 17–24              | 12–12              |                    |
| Washington Wizards | 42                 | 40                 | .512               | 13                 | 24–17              | 18–23              | 12–13              |                    |
| Orlando Magic      | 41                 | 41                 | .500               | 14                 | 24–17              | 17–24              | 11–13              |                    |
| Boston Celtics     | 36                 | 46                 | .439               | 19                 | 24–17              | 12–29              | 12–12              |                    |
| Philadelphia 76ers | 31                 | 51                 | .378               | 24                 | 19–22              | 12–29              | 7–17               |                    |

## Estadísticas

### Temporada regular
| Rk | Jugador               | Edad | Pos. | P  | PT | MP   | TC  | TCI  | %TC   | T3  | T3I | %T3  | TL  | TLI  | %TL   | RO  | RD  | RT  | AS  | RB  | TAP | BP  | FP  | PTS  |
| -- | --------------------- | ---- | ---- | -- | -- | ---- | --- | ---- | ----- | --- | --- | ---- | --- | ---- | ----- | --- | --- | --- | --- | --- | --- | --- | --- | ---- |
| 1  | Allen Iverson         | 22   | PG   | 80 | 80 | 39.4 | 8.1 | 17.6 | .461  | 0.9 | 2.9 | .298 | 7.2 | 14.7 | .729  | 1.1 | 2.6 | 3.7 | 6.2 | 2.2 | 0.3 | 3.1 | 2.5 | 22.0 |
| 2  | Jim Jackson           | 27   | SG   | 48 | 47 | 37.3 | 5.1 | 11.1 | .460  | 0.8 | 2.3 | .348 | 4.3 | 8.8  | .818  | 1.4 | 3.3 | 4.7 | 4.6 | 0.9 | 0.1 | 3.0 | 2.3 | 13.7 |
| 3  | Derrick Coleman       | 30   | PF   | 59 | 58 | 36.2 | 6.0 | 14.7 | .411  | 0.4 | 1.7 | .265 | 5.6 | 13.0 | .772  | 2.5 | 7.4 | 9.9 | 2.5 | 0.8 | 1.2 | 2.7 | 2.4 | 17.6 |
| 4  | Jerry Stackhouse      | 23   | SF   | 22 | 22 | 34.0 | 5.8 | 12.9 | .452  | 0.7 | 2.1 | .348 | 5.1 | 10.8 | .802  | 1.3 | 2.2 | 3.5 | 3.0 | 1.4 | 1.0 | 3.4 | 2.5 | 16.0 |
| 5  | Theo Ratliff          | 24   | C    | 58 | 55 | 32.1 | 4.3 | 8.4  | .512  | 0.0 | 0.0 |      | 4.3 | 8.4  | .706  | 3.0 | 4.3 | 7.3 | 0.7 | 0.7 | 3.5 | 1.4 | 3.6 | 11.2 |
| 6  | Clarence Weatherspoon | 27   | PF   | 48 | 18 | 26.9 | 2.9 | 6.9  | .426  | 0.0 | 0.0 |      | 2.9 | 6.9  | .707  | 2.3 | 4.7 | 7.0 | 0.8 | 0.9 | 1.1 | 1.4 | 2.3 | 8.4  |
| 7  | Brian Shaw            | 31   | PG   | 20 | 2  | 25.1 | 2.6 | 7.0  | .367  | 0.4 | 1.4 | .250 | 2.2 | 5.6  | .632  | 0.9 | 2.4 | 3.2 | 4.4 | 0.7 | 0.2 | 1.2 | 2.8 | 6.1  |
| 8  | Aaron McKie           | 25   | SG   | 57 | 31 | 23.5 | 1.7 | 4.9  | .347  | 0.2 | 0.8 | .196 | 1.5 | 4.1  | .688  | 0.6 | 2.3 | 2.9 | 2.4 | 1.4 | 0.2 | 0.9 | 2.1 | 3.9  |
| 9  | Joe Smith             | 22   | PF   | 30 | 6  | 23.3 | 4.0 | 9.0  | .448  | 0.0 | 0.0 | .000 | 4.0 | 9.0  | .788  | 1.9 | 2.5 | 4.4 | 0.9 | 0.6 | 0.4 | 1.7 | 3.1 | 10.3 |
| 10 | Tim Thomas            | 20   | SF   | 77 | 48 | 23.1 | 4.0 | 8.9  | .447  | 0.8 | 2.2 | .363 | 3.2 | 6.7  | .740  | 1.4 | 2.4 | 3.7 | 1.2 | 0.7 | 0.2 | 1.5 | 2.4 | 11.0 |
| 11 | Eric Snow             | 24   | PG   | 47 | 0  | 18.0 | 1.5 | 3.4  | .429  | 0.0 | 0.3 | .125 | 1.4 | 3.1  | .721  | 0.4 | 1.2 | 1.6 | 3.5 | 1.3 | 0.1 | 1.1 | 2.1 | 3.9  |
| 12 | Eric Montross         | 26   | C    | 20 | 20 | 16.9 | 1.5 | 3.8  | .395  | 0.0 | 0.0 |      | 1.5 | 3.8  | .368  | 1.4 | 3.2 | 4.6 | 0.4 | 0.4 | 0.6 | 0.8 | 3.1 | 3.4  |
| 13 | Terry Cummings        | 36   | PF   | 44 | 2  | 14.9 | 2.2 | 4.8  | .458  | 0.0 | 0.0 | .000 | 2.2 | 4.8  | .672  | 1.3 | 2.1 | 3.4 | 0.5 | 0.5 | 0.1 | 0.4 | 2.3 | 5.3  |
| 14 | Benoit Benjamin       | 33   | C    | 14 | 0  | 14.1 | 1.6 | 2.9  | .537  | 0.0 | 0.0 |      | 1.6 | 2.9  | .633  | 1.3 | 2.5 | 3.8 | 0.2 | 0.3 | 0.3 | 0.9 | 1.9 | 4.5  |
| 15 | Scott Williams        | 29   | C    | 58 | 7  | 13.8 | 1.6 | 3.7  | .437  | 0.0 | 0.1 | .000 | 1.6 | 3.6  | .810  | 1.5 | 2.1 | 3.6 | 0.5 | 0.3 | 0.4 | 0.5 | 2.3 | 4.1  |
| 16 | Mark Davis            | 24   | SF   | 71 | 12 | 12.8 | 1.5 | 3.4  | .447  | 0.0 | 0.1 | .000 | 1.5 | 3.4  | .634  | 0.9 | 1.3 | 2.2 | 1.0 | 0.7 | 0.3 | 1.3 | 1.3 | 4.0  |
| 17 | Doug Overton          | 28   | PG   | 23 | 2  | 12.0 | 1.0 | 2.7  | .381  | 0.0 | 0.1 | .000 | 1.0 | 2.6  | .875  | 0.1 | 0.5 | 0.6 | 1.6 | 0.3 | 0.0 | 1.0 | 1.5 | 2.7  |
| 18 | Tom Chambers          | 38   | PF   | 1  | 0  | 10.0 | 2.0 | 2.0  | 1.000 | 0.0 | 0.0 |      | 2.0 | 2.0  | 1.000 | 0.0 | 2.0 | 2.0 | 0.0 | 2.0 | 0.0 | 1.0 | 2.0 | 6.0  |
| 19 | Kebu Stewart          | 24   | PF   | 15 | 0  | 7.3  | 0.8 | 1.7  | .462  | 0.0 | 0.0 |      | 0.8 | 1.7  | .640  | 0.6 | 1.5 | 2.1 | 0.1 | 0.3 | 0.1 | 0.5 | 0.9 | 2.7  |
| 20 | Rex Walters           | 27   | SG   | 19 | 0  | 6.7  | 0.6 | 1.5  | .379  | 0.2 | 0.7 | .214 | 0.4 | 0.8  | 1.000 | 0.2 | 0.3 | 0.5 | 1.1 | 0.3 | 0.0 | 0.9 | 0.9 | 2.2  |
| 21 | Anthony Parker        | 22   | SG   | 37 | 0  | 5.3  | 0.7 | 1.7  | .397  | 0.2 | 0.8 | .321 | 0.4 | 0.9  | .650  | 0.2 | 0.5 | 0.7 | 0.5 | 0.3 | 0.1 | 0.3 | 0.5 | 1.9  |
| 22 | William Cunningham    | 23   | C    | 1  | 0  | 1.0  | 0.0 | 0.0  |       | 0.0 | 0.0 |      | 0.0 | 0.0  |       | 0.0 | 2.0 | 2.0 | 0.0 | 0.0 | 0.0 | 0.0 | 0.0 | 0.0  |

## Galardones y récords
| Jugador    | Galardón                                |
| Tim Thomas | 2.º Mejor quinteto de rookies de la NBA |